# 隆頭鱒
隆頭鱒（學名：Salmo labrax）也称黑海鲑（英語：Black Sea salmon），為輻鰭魚綱鮭形目鮭科的一種。

## 分布
本魚分布於黑海、亞速海及多瑙河三角洲等地區。

## 特徵
本魚體呈紡錘狀，略側扁，體背部黑色，體側至腹部為銀灰色至銀白色，體背圓鱗，側線明顯，體上半部三部黑色小圓斑。背鰭及尾鰭黑色，胸鰭灰褐色、腹鰭和臀鰭灰白色，體長可達110公分。

## 生態
本魚屬洄游性魚類，繁殖期為每年10至11月，成魚會溯河而上在礫石灘產卵，卵孵化後，仔魚會由回大海，在海中生活2至4年，屬肉食性，以無脊椎動物及魚類為食。

## 經濟利用
為沿岸國家重要的食用魚之一。